# Liophidium trilineatum
Liophidium trilineatum — вид змій родини Pseudoxyrhophiidae. Ендемік Мадагаскару.

## Поширення і екологія
Liophidium trilineatum мешкають на південному заході острова Мадагаскар. Вони живуть в сухих чагарникових заростях, у піщаних посушливих районах та на напівпустельних луках.